# Rhynchocalycaceae
Rhynchocalycaceae is een botanische naam, voor een familie van tweezaadlobbige planten. Een familie onder deze naam wordt pas de laatste tijd erkend door systemen van plantentaxonomie, waaronder het APG-systeem (1998) en het APG II-systeem (2003).
Het gaat dan om een heel kleine familie van één soort, die voorkomt in Zuid-Afrika.